# Дальнее Лядо
Да́льнее Ля́до (бел. Дальняе Ляда) — деревня в составе Холстовского сельсовета Быховского района Могилёвской области Белоруссии.
До 2013 года входила в состав упразднённого Борколабовского сельсовета.

## Население
- 2010 год — 37 человек